# モジョ・ローリー
モジョ・ローリー（Mojo Rawley、1986年7月17日 - ）は、アメリカ合衆国の元アメリカンフットボール選手であり、プロレスラー。バージニア州アレクサンドリア出身。本名はディーン・ムータディ（Dean Muhtadi）。

## 来歴
学生時代よりアメリカンフットボールでディフェンシブラインマンとして活動。クリストファー・ニューポート大学在籍時にはACCが奨励しているオールACCアカデミックチームに指名され、ACCのトップ学生アスリートに贈られるジム & パットサッカー大学院奨学金を始めとする様々な賞を授与されるなど活躍した。

### NFL
2009年5月、NFLのグリーンベイ・パッカーズにドラフト外フリーエージェントで入団。9月3日のテネシー・タイタンズとの試合でNFLデビューするがパッカーズでの出場はこの1試合に終わり、翌4日に解雇となった。2010年1月よりアリゾナ・カージナルスにスカウトされ入団。チームの課題となっていた守備力向上へのキーマンの一人として期待された。時に見せる気まぐれな強さからアイアン・シーク（鋼鉄の救世主）なるニックネームを与えられ、ダーネル・ドケットをトレーニングパートナーに迎えて切磋琢磨していたがトレーニングキャンプで故障し、NFLプレイヤーとしてのキャリアの終焉を余儀なくされた。

### WWE

#### NXT
2012年8月にアメリカのプロレス団体であるWWEとディベロップメント契約を交わして入団。傘下団体であるNXTにてモジョ・ローリー（Mojo Rawley）のリングネームでトレーニングを開始。
8月30日のハウスショーにてダンテ・ダッシュとのシングルマッチでデビューし、勝利を飾った。以降、ハウスショーやダークマッチでの出場機会が多かったものの、2013年7月10日、NXTにてNXT王座挑戦権バトルロイヤルにてデビューを果たすも目立ったアピールをすることができずに敗退した。
10月2日よりプロモーションが行われ、同月9日にプッシュされる形で登場。ダニー・バーチと対戦して勝利した。以降、タイ・デリンジャー、スコット・ドーソンから勝利し、2014年1月15日にはNXT王者であるボー・ダラスとノンタイトルマッチを行い、追い詰める場面なども見られたが最後にはボーから丸め込まれてしまい敗戦した。しかし、ボーとの対戦後も連勝街道を進み、CJパーカーやエイデン・イングリッシュから勝利した。5月29日、Takeoverではリングにてプロモーションを行っていたルセフにアメリカ国旗を持って挑発し、勢いよくリングインするも捕まってしまい、返り討ちにされてしまった。
Takeover後も変わらず連勝を続けていたが7月24日にタイラー・ブリーズとの対戦にて秒殺負けを喫してしまい連勝が止まる。31日に新たな変化を得ようとブル・デンプシーとタッグを組み、ザ・メカニックス（ダッシュ・ワイルダー & スコット・ドーソン）を相手に勝利。8月より開始されたNXTタッグ王座挑戦権獲得トーナメントに出場し、8月14日に行われた一回戦でボードビラインズ（エイデン・イングリッシュ & サイモン・ゴッチ）と対戦してデンプシーにタッチする事が出来ずに敗戦。デンプシーにタッグ解消をされた挙句に襲撃された。この試合をきっかけにデンプシーと抗争を展開。9月11日、Takeover Fatal 4 Wayにてデンプシーと遺恨戦を行うも敗戦した。10月、NXT Liveにて肩の故障を負い長期欠場となる。
2015年4月16日、NXT Liveで復帰。タイ・デリンジャーと対戦して勝利。6月10日、WWEから降格してきたザック・ライダーとハイプ・ブロス（The Hype Bros）なるハイテンションタッグチームを結成。エリアス・サムソン & マイク・ラリーズと対戦し、合体技であるハイプ・ライダーを披露して勝利した。

#### WWE
2016年7月19日、WWE・SmackDown Liveにてドラフトが行われ、11巡目でSmackDown Liveに指名された。7月24日、Battleground 2016にてルセフ vs ライダーによるWWE US王座戦にてライダーがルセフよりアコレードを決められ敗戦し、襲撃を受けると登場。ライダーを救出した。
2017年4月2日、WrestleMania 33 Kickoffにてアンドレ・ザ・ジャイアント・メモリアル・バトルロイヤルに出場。終盤にキリアン・デイン、ジンダー・マハルと争い、マハルから失格とならないセカンドロープから場外から落とされる。マハルは自身の応援に駆けつけていたニューイングランド・ペイトリオッツのロブ・グロンコウスキーに因縁をつけてリングへ上がるとグロンコウスキーもリングに上がり、マハルにフットボール・タックルを決めるアシストを受けると勢いに乗り、デインとマハルを脱落させ優勝を飾った。同月11日、SmackDown Liveにて因縁のあるジンダー・マハルと対戦。中盤にコーナーポストに投げつけられ倒れると、マハルが場外にて再び応援に駆けつけていたロブ・グロンコウスキーに迫るがその隙に背後へと詰め寄りマハルを殴打。そしてグロンコウスキーがジュースを浴びせるとリングへと戻し、ランニング・フォアアーム・スマッシュを決めて勝利した。

## 得意技
シットアウト・アラバマ・スラム
現在のフィニッシャー。
ティルトワール・パワースラム
2017年より使用しているフィニッシャー。現在は使用していない。
ランニング・フォアアーム・スマッシュ
コーナーにいる相手に横から仕掛ける。
ハイパードライブ
2014年から2016年まではランニング・ヒップドロップとして使用。
2016年よりファイヤーマンズキャリー・ドロップとして使用している。
イッツ・ハマータイム
倒れた状態の相手の上で激しく踊ってから仕掛けるシットアウト・ダブル・アックス・ハンドル。ヒール時は使用しない。
ジャンピング・ヒップアタック
フットボール・タックル
スティンガー・スプラッシュ
アラバマ・スラム
スパイン・バスター
ハイプ・ライダー
ザック・ライダーとの合体技。相手を持ち上げたところをライダーがポスト上からラフ・ライダーを決め、同時に自身がスパインバスターを決める。

## 獲得タイトル
WWE
- アンドレ・ザ・ジャイアント・メモリアル・バトルロイヤル : 2017年優勝
- WWE24/7王座 : 7回

## 入場曲
- Meat Your Metal
- Believe the Hype
- Stay Hype, Bro
- Killer Instinct - 現在使用中